# Gorybia minima
Gorybia minima är en skalbaggsart som beskrevs av Martins 1976. Gorybia minima ingår i släktet Gorybia och familjen långhorningar. Inga underarter finns listade i Catalogue of Life.